# Quentin Boisgard
Quentin Boisgard (Tolosa, 17 marzo 1997) è un calciatore francese, centrocampista dell'Apollōn Limassol.

## Caratteristiche tecniche
Trequartista molto tecnico e abile nel dribbling, la sua duttilità tattica gli permette di ricoprire tutti i ruoli dell'attacco.

## Carriera
Cresciuto nel settore giovanile del Tolosa, ha esordito in prima squadra il 15 dicembre 2015, nella partita di Coppa di Lega vinta per 1-3 contro il Rennes.
Il 16 marzo 2017 ha firmato il primo contratto professionistico, di durata triennale, valido dal luglio successivo.

## Statistiche

### Presenze e reti nei club
Statistiche aggiornate al 24 febbraio 2024.
| Stagione        | Squadra         | Campionato      | Campionato | Campionato | Coppe nazionali | Coppe nazionali | Coppe nazionali | Coppe continentali | Coppe continentali | Coppe continentali | Altre coppe | Altre coppe | Altre coppe | Totale | Totale | Totale |
| Stagione        | Squadra         | Comp            | Pres       | Reti       | Comp            | Pres            | Reti            | Comp               | Pres               | Reti               | Comp        | Pres        | Reti        | Pres   | Reti   |        |
| --------------- | --------------- | --------------- | ---------- | ---------- | --------------- | --------------- | --------------- | ------------------ | ------------------ | ------------------ | ----------- | ----------- | ----------- | ------ | ------ | ------ |
| 2015-2016       | Tolosa          | L1              | 0          | 0          | CF+CdL          | 0+1             | 0               |                    | -                  | -                  |             | -           | -           | 1      | 0      |        |
| 2016-2017       | Tolosa          | L1              | 0          | 0          | CF+CdL          | 0+0             | 0               |                    | -                  | -                  |             | -           | -           | 0      | 0      |        |
| 2017-2018       | Tolosa          | L1              | 6          | 0          | CF+CdL          | 2+1             | 0               |                    | -                  | -                  |             | -           | -           | 9      | 0      |        |
| 2018-2019       | Pau             | N               | 29         | 6          | CF+CdL          | 2+0             | 0               |                    | -                  | -                  |             | -           | -           | 31     | 6      |        |
| 2019-2020       | Tolosa          | L1              | 20         | 1          | CF+CdL          | 1+2             | 0               |                    | -                  | -                  |             | -           | -           | 23     | 1      |        |
| Totale Tolosa   | Totale Tolosa   | Totale Tolosa   | 26         | 1          |                 | 7               | 0               |                    | -                  | -                  |             | -           | -           | 33     | 1      |        |
| 2020-2021       | Lorient         | L1              | 24         | 2          | CF              | 2               | 0               |                    | -                  | -                  |             | -           | -           | 26     | 2      |        |
| 2021-2022       | Lorient         | L1              | 25         | 1          | CF              | 1               | 0               |                    | -                  | -                  |             | -           | -           | 26     | 1      |        |
| 2022-gen. 2023  | Lorient         | L1              | 5          | 1          | CF              | 1               | 0               |                    | -                  | -                  |             | -           | -           | 6      | 1      |        |
| gen.-giu. 2023  | Pau             | L2              | 18         | 1          | CF              | -               | -               |                    | -                  | -                  |             | -           | -           | 18     | 1      |        |
| Totale Pau      | Totale Pau      | Totale Pau      | 47         | 7          |                 | 2               | 0               |                    | -                  | -                  |             | -           | -           | 49     | 7      |        |
| 2023-2024       | Lorient         | L1              | 0          | 0          | CF              | 0               | 0               |                    | -                  | -                  |             | -           | -           | 0      | 0      |        |
| Totale Lorient  | Totale Lorient  | Totale Lorient  | 54         | 4          |                 | 4               | 0               |                    | -                  | -                  |             | -           | -           | 58     | 4      |        |
| Totale carriera | Totale carriera | Totale carriera | 127        | 12         |                 | 13              | 0               |                    | -                  | -                  |             | -           | -           | 140    | 12     |        |